# Municipio de Sheffield (condado de Ashtabula)
El municipio de Sheffield (en inglés: Sheffield Township) es un municipio ubicado en el condado de Ashtabula en el estado estadounidense de Ohio. En el año 2010 tenía una población de 1639 habitantes y una densidad poblacional de 27,23 personas por km².

## Historia
Los primeros colonos en el municipio de Sheffield fueron John Shaw, un ex soldado británico, y su esposa, quienes arribaron en 1812. Cuando el municipio se estableció entre 1817 y 1820, John Griggs, primer juez de paz, le dio nombre a Sheffield, cuando se separó del municipio de Kingsville en 1820.

## Geografía
El municipio de Sheffield se encuentra ubicado en las coordenadas 41°49′45″N 80°40′33″O / 41.82917, -80.67583. Según la Oficina del Censo de los Estados Unidos, el municipio tiene una superficie total de 60.2 km², de la cual 60,09 km² corresponden a tierra firme y (0,18 %) 0,11 km² es agua.

## Demografía
Según el censo de 2010, había 1639 personas residiendo en el municipio de Sheffield. La densidad de población era de 27,23 hab./km². De los 1639 habitantes, el municipio de Sheffield estaba compuesto por el 97,62 % blancos, el 0,98 % eran afroamericanos, el 0,06 % eran amerindios, el 0,12 % eran asiáticos, el 0,43 % eran de otras razas y el 0,79 % eran de una mezcla de razas. Del total de la población el 1,04 % eran hispanos o latinos de cualquier raza.